# 폴로니아 바르샤바
폴로니아 바르샤바(Polonia Warsaw)는 폴란드의 축구 클럽으로, 바르샤바를 연고지로 한다. I 리가에 참가하고 있다.

## 선수 명단

### 현역
참고: FIFA 자격 규정에 따라 소속된 국가대표팀 국기를 표시합니다. 선수는 복수의 FIFA 비회원국 국적을 가지고 있을 수 있습니다.
| 번호 | 포지션 | 국적       | 이름               |
| ---- | ------ | ---------- | ------------------ |
| 15   | FW     |            | 다니엘 베가 신타스 |
| 19   | MF     | 우크라이나 | 니키타 바신        |
| 23   | MF     |            | 사비 아우즈멘디    |

| 번호 | 포지션 | 국적 | 이름 |
| ---- | ------ | ---- | ---- |

## 역대 감독
| 감독             | 임기        |
| ---------------- | ----------- |
| 호세 마리 바케로 | 2009 ~ 2010 |
| 파베우 야나스    | 2010        |

틀:폴로니아 바르샤바 선수 명단